# Rosais
Rosais é uma freguesia portuguesa do município de Velas, na ilha de São Jorge, Região Autónoma dos Açores, com 24,44 km² de área e 661 habitantes (censo de 2021). A sua densidade populacional é 27 hab./km².
Existindo como freguesia já em 1568 foi, por longos tempos, considerado o celeiro da ilha em virtude da grande fertilidade de seus terrenos hoje, na sua maioria, transformados em pastagens. Este agregado populacional foi berço de diversas personalidades que se salientaram culturalmente, como é o caso recente do "Silveirinha", mantém uma banda filarmónica, um grupo folclórico e no passado teve diversos agrupamentos que se evidenciaram na produção de comédias.
A ilha nesta zona é essencialmente planáltica apresentando espetaculares escarpas, de que a Ponta dos Rosais complementada pelas ruínas do Farol dos Rosais são o exemplo.
No Parque Florestal das Sete Fontes realiza-se uma interessante festa em honra dos emigrantes.
A visão da Fajã de João Dias recompensa uma curta caminhada de 5 minutos.

## Demografia
A população registada nos censos foi:

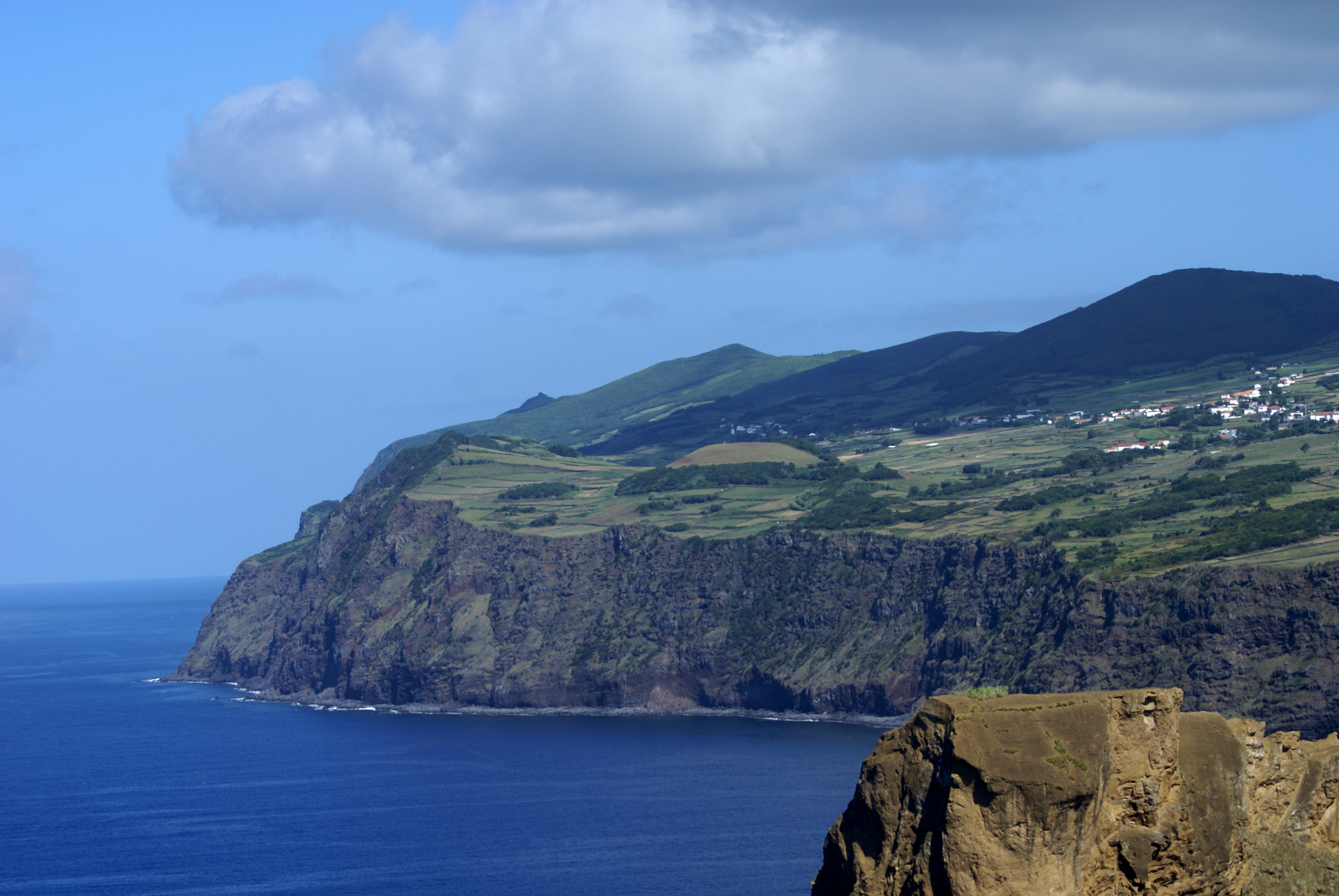
Rosais, vista do Morro das Velas.

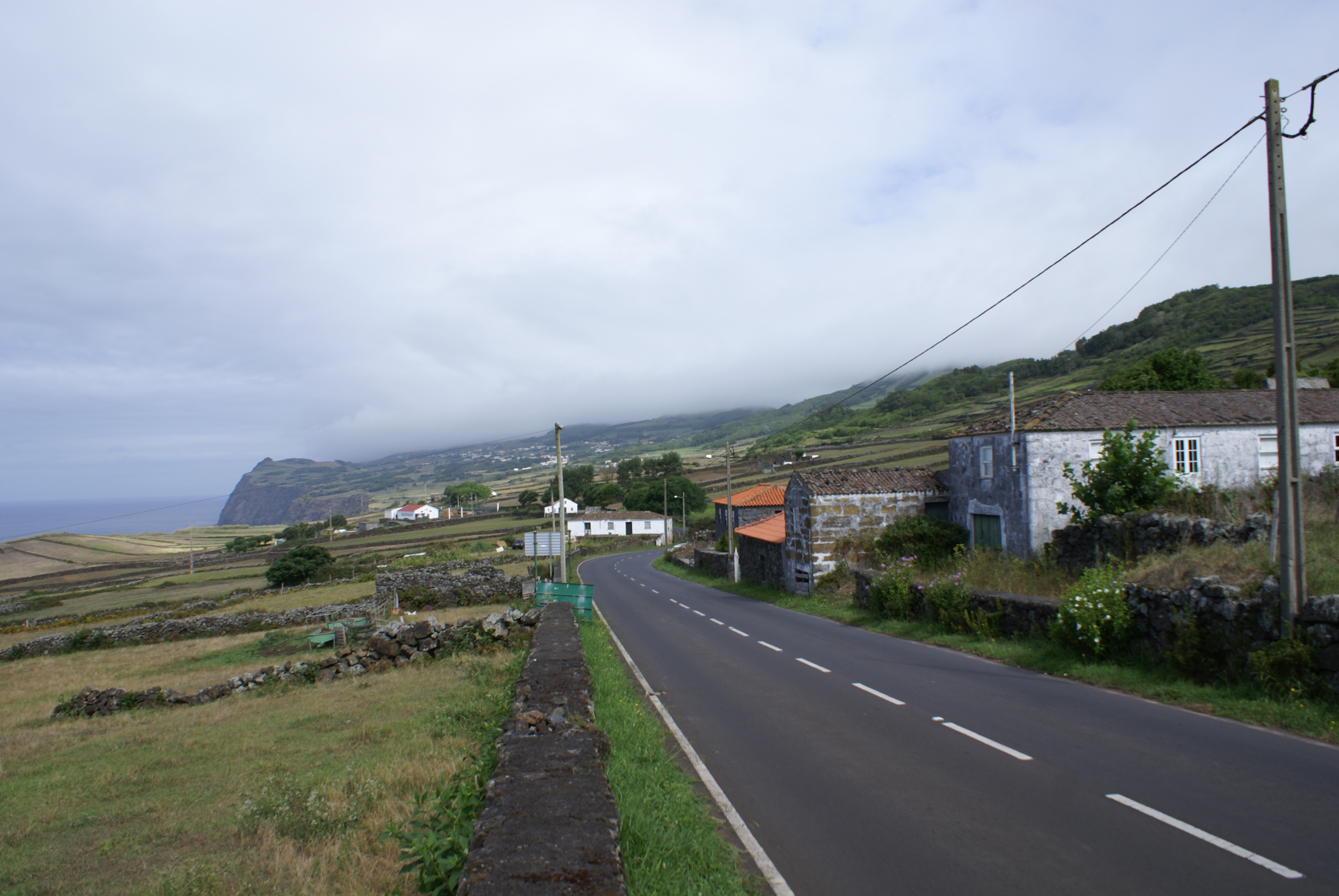
Uma paisagem a caminho dos Rosais que se destacam ao fundo.

| Distribuição da População por Grupos Etários | Distribuição da População por Grupos Etários | Distribuição da População por Grupos Etários | Distribuição da População por Grupos Etários | Distribuição da População por Grupos Etários |
| -------------------------------------------- | -------------------------------------------- | -------------------------------------------- | -------------------------------------------- | -------------------------------------------- |
| Ano                                          | 0-14 Anos                                    | 15-24 Anos                                   | 25-64 Anos                                   | > 65 Anos                                    |
| 2001                                         | 155                                          | 116                                          | 413                                          | 136                                          |
| 2011                                         | 120                                          | 91                                           | 411                                          | 121                                          |
| 2021                                         | 75                                           | 68                                           | 386                                          | 132                                          |